# Арриета, Джейк
Джейкоб Джозеф Арриета (англ. Jacob Joseph Arrieta, 6 марта 1986, Фармингтон) — американский профессиональный бейсболист, выступавший в Главной лиги бейсбола за команды «Балтимор Ориолс», «Чикаго Кабс», «Филадельфия Филлис» и «Сан-Диего Падрес». Победитель Мировой серии 2016 года в составе «Кабс».

## Профессиональная карьера

### Драфт и выступления в низших лигах
Арриета был выбран на драфте МЛБ 2007 года в пятом раунде клубом «Балтимор Ориолс» и при подписании контракта с командой получил бонус в размере 1,1 млн долларов. После выбора на драфте его отправили в фарм-клуб «Фредерик Киз», выступающем в Лиге Каролины (Class A-Advanced). За свою первую профессиональную команду он провёл 20 матчей, показав результат 6-5 с показателем earned run average 2,87 и сделав 120 страйкаутов. Позже его освободили от выступлений чтобы он мог принять участие в летних Олимпийских играх в Пекине в составе сборной США по бейсболу.

### Балтимор Ориолс (2010—2013)
Арриета дебютировал в МЛБ 10 июня 2010 года в матче против «Нью-Йорк Янкис». В игре он отыграл шесть иннингов, пропустив четыре хита и три очка, сделав шесть страйкаутов отбивающим «Янкис», и одержал победу. В 2011 и 2012 годах он был стартовым питчером на первых домашних матчах «Ориолс» в сезоне и оба раза его команда одерживала победу. Начало же сезона 2012 года для Арриеты выдалось не удачным — он показал результат 3-9 с ERA 6,13 и 6 июля 2012 года его отправили в фарм-клуб класса Triple-A. Сезон 2013 года он вновь начал в высшей лиге, но уже после четырёх игр его вновь отправили в фарм-клуб. Позже его ещё несколько раз вызывали в основную команду и отправляли в низшую лигу. Всего в сезоне 2013 года он провёл 5 матчей за «Ориолс», одержав одну победу и потерпев одно поражение с показателем ERA 7,23.

### Завершение карьеры
18 апреля 2022 года Ариета объявил о завершение игровой карьеры.

## Стиль подач
В арсенал Арриеты входит пять разных подач: фор-сим фастбол, синкер, слайдер/каттер, кёрвбол и ченджап. Средняя скорость его фастбола составляет 95 миль в час (153 км\ч). Зачастую его подачи рассчитаны на то, чтобы сделать сопернику страйк, а чтобы отбивающий выбил граунд-болл или взмахнул на мяч, летевший не в страйковую зону. Скорость слайдера составляет 88 мили в час (142 км/ч) и достигает 92 миль в час (148 км/ч), а кёрвбол летит со скоростью 80 миль в час (130 км/ч). Его ченджап по полёту похож на ту-сим фастбол и имеет скорость 86-89 миль в час (138—143 км/ч).